# Österlövsta socken
Österlövsta socken i Uppland ingick i Olands härad, ingår sedan 1974 i Tierps kommun och motsvarar från 2016 Österlövsta distrikt.
Socknens areal är 275,68 kvadratkilometer varav 252,36 land. År 2000 fanns här 1 783 invånare. Tätorten Skärplinge, de tidigare bruken Lövstabruk, Hillebola och Åkerby samt kyrkbyn Försäter med sockenkyrkan Österlövsta kyrka ligger i socknen.   

## Administrativ historik
Österlövsta socken har medeltida ursprung. Före 1884 var namnet Lövsta socken.
Vid kommunreformen 1862 övergick socknens ansvar för de kyrkliga frågorna till Österlövsta församling och för de borgerliga frågorna bildades Österlövsta landskommun. Landskommunen uppgick 1974 i Tierps kommun. Församlingen uppgick 2006 i Hållnäs-Österlövsta församling.
1 januari 2016 inrättades distriktet Österlövsta, med samma omfattning som församlingen hade 1999/2000. 
Socknen har tillhört län, fögderier, tingslag och domsagor enligt vad som beskrivs i artikeln Olands härad. De indelta båtsmännen tillhörde Norra Roslags 1:a båtsmanskompani.
Österlövsta socken (Medeltid)
Omfattning:
Österlövsta socken har i medeltids- och UH-materialet samma omfattning som den nuvarande socknen (1950). Kyrkby: Försäter.
Kameral indelning: Socknen var enligt UH 1545, 1554-55 indelad i fyra ”åttingar”; ’’Åkerby åtting’’ (Ååkerbo) med Borgen, Gåsbo, Gåvastbo, Håkansbo, Ingarsbo, Ingstarbo, Nymden, Orsbo, Randersbo, Slarsbo, Sävastbo och Åkerby; ’’Elinge åtting’’ (Ellinge) med Elinge, Fälandbo, Gundbo, Harfall, Hillebola, Kalvsbo, Larsbo, Tolbo och Valparbo; ’’Försäter åtting’’ (Fforssetra) med Försäter, Giboda, Imundbo, Sillbo, Skärmarbo, Skärsättra och Österänge;  ’’Skärplinge åtting’’ (Skierplinge) med Grönö, Salberga, Skärplinge, Sund, Valnäs och Vidväg. (UH = Upplands handlingar,  i KA (Kammararkivet) från 1922 ingående i Riksarkivet.)

## Geografi
Österlövsta socken ligger nordost om Tierp kring Strömarån och sjön Strömaren med sjöarna Finnsjön och Fälaren i söder och med Bottenviken och Lövstabukten (Fagerviken) i nordväst och en mindre skärgård däri. Socknen har odlingsbygd vid sjöarna och vattendragen och kusten och är i övrigt en skogsbygd.
Socknen genomkorsas av riksväg 76 samt av vandringsleden Upplandsleden

## Fornlämningar
Från bronsåldern finns gravrösen. Från järnåldern finns nio gravfält.

Österlövsta sockenvapen sedan 1620.

Österlövsta och Hållnäs sockens gemensamma vapen 1653-1681.

## Namnet
Namnet skrevs 1312 Løstum. Namnet innehåller löst, 'glänta'.